# ديفيد س. بيج
ديفيد س. بيج (بالإنجليزية: David C. Page) هو عالم وراثة وأحيائي أمريكي، ولد في 6 يوليو 1956 في هاريسبرج في الولايات المتحدة.

## وصلات خارجية
- ديفيد س. بيج على موقع إن إن دي بي (الإنجليزية)